# Alicia Ivanissevich
Alicia Maria Ivanissevich é uma jornalista de ciência e artista plástica argentina. 
Nasceu em Buenos Aires, Argentina, em 4 de junho de 1963. Filha da professora de francês e pintora Alicia E. Aramburu Pont e do engenheiro hidráulico Ludovico Ivanissevich Machado. Irmã mais nova de Teresita (n. em Buenos Aires 19/1/56) e Rita Ivanissevich (n. em Buenos Aires em 31/7/57). Ivanissevich morou na Argentina até os 13 anos, quando se exilou no Brasil com os pais em 15/9/1976 por causa do golpe militar.
Foi editora executiva da revista Ciência Hoje, de 1997 a 2016, também tendo atuado na publicação como repórter e coordenadora de reportagem de 1985 a 1992. De 1992 a 1997, foi repórter e editora de Ciência no Jornal do Brasil. Foi editora-chefe do programa de TV Globo Ciência nas edições 2010 e 2011, e consultora científica do mesmo programa em 2012. Trabalhou como consultora científica do programa semanal Globo Universidade, da Rede Globo de Televisão, de 2008 a 2011, e do programa Hoje é dia de..., da mesma emissora, em 2014.

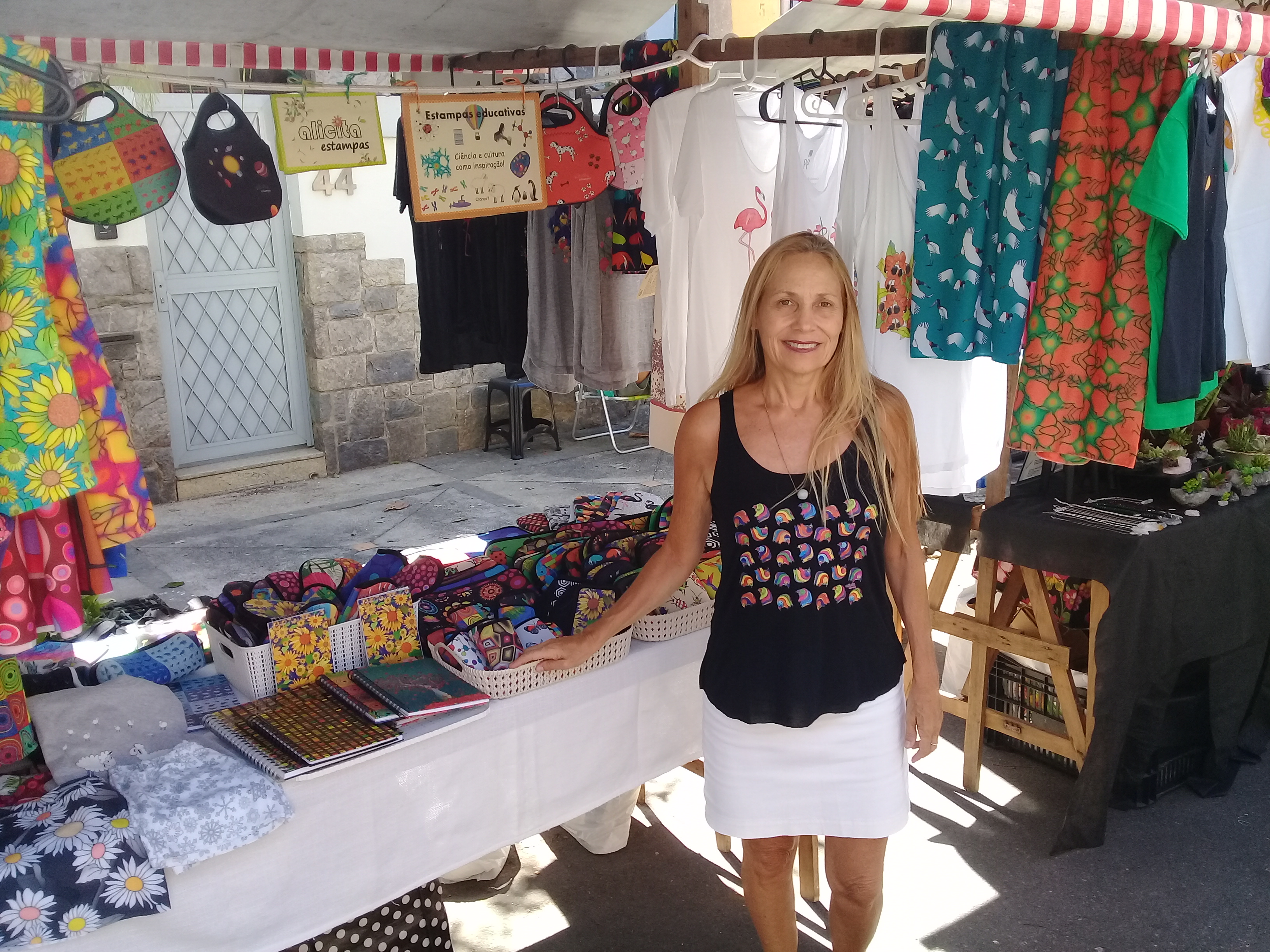
Com uma camiseta estampada com tardígrados desenhados por ela, Alicia expõe seus produtos com estampas científicas e educativas na barraca da feira da Urca, no Rio de Janeiro

Em outubro de 2016, começou a trabalhar como designer de estampas científicas e educativas, criando a marca Alicita Estampas. Desse modo, seu trabalho de divulgação científica continuou: por meio de estampas coloridas e atraentes acompanhadas de pequenas legendas explicativas, buscou despertar o interesse por ciência em pessoas de qualquer idade. Essa foi sua atividade principal de 2016 até 2021, quando voltou para Argentina. 
Seus produtos eram vendidos no Museu do Amanhã e no Espaço Ciência Viva, ambos no Rio de Janeiro. E, desde 2017, manteve, aos domingos, uma barraca na feira da Urca, onde expunha seus produtos e roupas com estampas científicas.
Em 2008, Ivanissevich recebeu o Prêmio José Reis de Divulgação Científica. A comissão avaliadora assim justificou a premiação: ""Pelo percurso de compromisso com o jornalismo científico. Por meio dela, a comissão julgadora quer também homenagear os 60 anos da SBPC e a revista Ciência Hoje". Em 1991, o trabalho da jornalista já havia sido reconhecido com a menção honrosa no mesmo prêmio. Durante a reunião anual da SBPC, ela proferiu palestra sobre a missão dos jornalistas especializados em ciência.
Em 2013, era parte da equipe de jornalismo cujo trabalho sobre o impacto de agrotóxicos foi agraciado com o Prêmio Imprensa Embratel.
Desde junho de 2018, colabora como editora de texto da revista Ciência Hoje.
Sobre o bom jornalista científico, Ivanissevich afirmou em entrevista, em 2008:

Gosto de defender a ideia de que, primeiro, tem que ser um bom jornalista, antes de ter qualquer especialização. E um bom jornalismo, infelizmente, a gente aprende hoje em dia mais na prática do que nos cursos de comunicação. Embora eu não menospreze essa formação, com certeza aprendi muito mais na prática. Além disso, científico ou não, o jornalista precisa saber ouvir bem a fonte. Não ter medo de fazer perguntas que podem parecer ridículas, simples, porque acho que se a gente não entender e é o que sempre falo para os estagiários , ninguém vai entender. Precisamos ser bons intérpretes e achar formas de divulgar que não sejam tediosas. Procurar usar o humor ou, quando não couber, buscar uma história que seja palpitante, que desperte o interesse. O que poderia falar para jornalistas nessa área é que leiam muito, que se interessem por diversas áreas da ciência, que procurem fazer estágio nessa área, que trabalhem na prática com isso para poder aprender. É fundamental também que conheçam a comunidade científica, que vai ser a fonte da notícia. Os cientistas são a notícia, então conhecer profundamente a sociedade científica é importante. Comparando com a música, você tem que ser um bom intérprete. Não estamos criando música, não somos compositores, mas temos que ser bons intérpretes, saber tocar um bom instrumento com qualidade.— Alicia Ivanissevich
Formou-se em Comunicação Social na Universidade Federal do Rio de Janeiro (1985); especializou-se em divulgação científica pelo Wellcome Centre, em Londres, Inglaterra (1996-97).
Num evento sobre divulgação científica, em 2013, sinalizou que a linha editorial que adotava na Ciência Hoje era normalmente "não apenas mostrar os resultados de sucesso, mas também o processo de produção da ciência", em que os jornalistas não são "intermediários acríticos nem meros tradutores dos que produzem conhecimento".

## Prêmios
- Prêmio Imprensa Embratel, na categoria Reportagem Socioambiental, por "Paraíso dos agrotóxicos", Ciência Hoje, integrante de equipe, 2013[14]
- Prêmio José Reis de Divulgação Científica, 2008[7]